# Sint-Pietersbandenkerk (Uitbergen)
De Sint-Pietersbandenkerk is een kerkgebouw in de Belgische deelgemeente Uitbergen en genoemd naar Sint-Pietersbanden, een feest dat de bevrijding van Petrus herdenkt.

## Bouwgeschiedenis
De toewijding aan Petrus wijst erop dat dit gebedshuis een oude historie heeft waarvan weinig is bekend. Oorspronkelijk bediende de kerk zowel Uitbergen als Overmere die één parochie vormden. Het patronaatsrecht behoorde eerst toe aan de Sint-Baafsabdij en later aan het bisdom Gent. De vieringtoren in vroeg-gotiek en is het oudste gedeelte van de kerk. De kern klimt vermoedelijk op tot de 11e of 12e eeuw. Het priesterkoor met twee traveeën werd opgetrokken in zandsteen. Het wordt doorbroken door tweelichtvensters met drielobtracering.
In 1778 wijdde de bisschop een nieuw schip in, in Lodewijk XVI-stijl. Onder impuls van pastoor Van de Maele en de familie Visart de Bocarmé, kasteelheer en burgemeester van Uitbergen, verkreeg men de toelating voor de bouw van een grotere kerk met in 1904 de toelating om de te kleine beuk af te breken en door een grotere te vervangen. Er was de verplichting tot behoud en restauratie van de oude achtzijdige vieringtoren en het gotische priesterkoor (14e-15e eeuw), uit Ledische kalkzandsteen. De verbouwing gebeurde onder leiding van architect Jules Goethals uit Aalst.
Het interieur heeft een overwegend neogotische aankleding.
De kerk is omringd door een kerkhof.